# Helius albogeniculatus
Helius albogeniculatus är en tvåvingeart som beskrevs av Alexander 1936. Helius albogeniculatus ingår i släktet Helius och familjen småharkrankar. Inga underarter finns listade i Catalogue of Life.